# ミスター・アイリッシュ・バスタード
ミスター・アイリッシュ・バスタード（Mr. Irish Bastard）はドイツ・ミュンスター出身のアイリッシュ・パンクのバンド。

## 来歴
バンドはボーカル担当のザ・アイリッシュ・バスタード（ヒムセルフ）、バンジョー担当のグラン・イー・スミスおよびティン・ホイッスル担当のレディー・リリーと2006年半ばに結成された。この3人はミスター・アイリッシュ・バスタード以前にも他のアイリッシュ・パンクのバンドでも活動していた。ザ・アイリッシュ・バスタード結成以前に、ザ・アイリッシュ・バスタード（ヒムセルフ）と共に長年一緒に他のバンドで活動していたベース担当のバフ・ストロングイナッフが4人目のメンバーとして加入した。初期のその他メンバーはロン・カリーとミッチ・マッケスであったが、ライブが成功するにしたがいライブ回数が増加した為、結成初期に交代している。その後ドラマーのアイヴォ・ナイヴォがバンドの正式メンバーに加わった。この5人のメンバーの他にツアー時には“トラヴェリング・バスターツ”のイチー・クエチー（アコーディオン担当）及びピーとモー・レスター（2人もギター担当）も参加する。元メンバーもたまに出演することもある。
着実にファンを増やし続け、ファンによりアンオフィシャルではあるが、最初のファンクラブ“ミスター・アイリッシュ・バスタート・ストリード・チーム”が成立された。近年ライブ時には約6,000人程のオーディエンスの前で演奏することもある。

## 音楽
ミスター・アイリッシュ・バスタードの音楽の元となるのはザ・ポーグスの影響が多く、それにパンク要素も加わる。このスタイルを元に他のジャンル、例えばスカなどの影響を受けた音楽も取り入れている。この音楽の境界を越えた彼ら独自のジャンルは、革新のカバーソング、例えばリッキー・マーティンの「Livin' la vida loca」やザ・キュアーの「Why can't I be you」、にもあげられる。しかし、アイルランドの音楽の影響は一番強く、アイルランドの音楽の典型的な曲、「Galway Bay」や「Dirty Old Town」、などもカバーしている。個々のメンバーに影響しているアーティストにはセパルトゥラやポーティスヘッドがおり、ブロイラーズやソーシャル・ディストーションやヘルゲ・シュナイダーなどと共演することがある。

## 出版物および公演
自主販売の初EP『St. Mary's School of Drinking』は3,000枚以上を売り上げ、2008年には最初のアルバム『The Bastard Brotherhood』を発売した。どちらも自分達のレーベルのReedo Recordsで発売した。『The Bastard Brotherhood』は、第1版が意外と早く売り切れになったため、第2版が現在販売されている。最初のEP及びアルバムは、CDだけではなく、Mad Drunken Monkey Recordsでレコードも発売された。
ヨーロッパで活躍するだけではなく、東アジアにおいても活躍し、日本では2008年11月にアルバム『University of Hard Knocks』（Uncleowen Records ）が発売され、中国では2009年3月にアルバム『Fortune & Glory』（Proletopia Records ）を発売した。
最新のアルバム『A Fistful of Dirt』（I Hate People Records）はドイツで2010年3月26日に発売された。
その他センプラーの『Almost St. Patrick's Day』と『Almost St. Patrick's Day, Vol. II』と『Rising Suns』（日本）およびボストン出身の映画監督のMike O'Deaのインディペンダント映画の『Townies』 のサウンドトラックにも参加している。ツアー時撮影されたライブ・ビデオ『Last Pint』は音楽雑誌においてDVDで発売された。
正式にバンド活動を開始し2ヵ月後には、イギリス出身のザ・レベラースにヨーロッパツアーのサポートアクトに誘われた。その後、ヘッドライナーツアーがあり、2007年の秋から2008年の春までフィドラース・グリーンと一緒にツアーをした。2008年にいくつかのヘッドライナーライブを行った後、初のテレビ番組出演が2009年1月にあり、このライブ映像はDVDで出版された。2009年、ドイツ国内で演奏しただけではなく5月には中国ツアーも行った。ドイツ、中国以外でのライブしたことのある国はイタリア、オーストリア、スイス、オランダ、イギリスである。2010年3月には日本へ初来日し、ツアーを行った。

## 表彰
ミスター・アイリッシュ・バスタードはドイツのオンライン雑誌“Celtic-Rock.de” によって読者に数回表彰された。2007年には「今年のバンド（国内）」部門で1位に選ばれ、2008年には2位に、2009年には3位に選ばれた。。
また、2008年には「今年のアルバム」部門で『The Bastard Brotherhood』が2位に選ばれ、その中の曲「Let Go」は2009年「今年の曲」部門で3位に選ばれた。そして、2009年にバンドとしては「今年のベスト・ライブ・アーティスト」部門で3位に選ばれた。

## ディスコグラフィー

### アルバム
- The Bastard Brotherhood – 2008年（ドイツ）
- University of Hard Knocks – 2008年（日本）
- Fortune & Glory – 2009年（中国）
- A Fistful of Dirt – 2010年（ドイツ）

### センプラー
- Almost St. Patrick's Day – 2007年（ドイツ）
- Rising Suns – 2009年（日本）
- Almost St. Patrick's Day, Vol. II – 2009年（ドイツ）

### EPs
- St. Mary's School of Drinking – 2006年（ドイツ）

### DVDs
- Fernsehkonzert Mr. Irish Bastard 15.01.2009 – 2009年（ドイツ）

### レコードとしての再出版
- St. Mary's School of Drinking – 2009年（ドイツ）
- The Bastard Brotherhood – 2009年（ドイツ）

### 共演
- Towniesのサウンドトラック（Everything must Die)
- Tribal Area DVD-Mag #8 (Last Pints)